# Nahcolita
La nahcolita es un mineral de la clase de los minerales carbonatos y nitratos. Fue descubierta en 1928 en el monte Vesubio en la Ciudad metropolitana de Nápoles, región de la Campania (Italia), siendo nombrada así por su composición: sodio (Na)+ hidrógeno (H)+ carbonato (CO)+ piedra (LITO). Sinónimos pocos usados son termokalita y bicarbonato sódico natural.

## Características químicas
Químicamente es hidrogenocarbonato de sodio anhidro.

## Formación y yacimientos
Precipitado de las aguas termales, como eflorescencias salinas alrededor de los lagos y en las salmueras, formados en una etapa tardía en la diferenciación de rocas alcalinas. Aparece en forma de cristales secundarios delgados en inclusiones fluidas en una variedad de especies minerales formadas hidrotermalmente.
Aparece en yacimientos de evaporitas continentales.
Suele encontrarse asociado a otros minerales como: trona, termonatrita, thenardita, halita, gaylussita, burkeíta, northupita o bórax.